# 古川文子
古川 文子（ふるかわ ふみこ）は、日本の看護師、看護学者（臨床看護学・成人老年看護学・循環器看護学）。学位は博士（保健学）（東京大学・2001年）。
天理よろづ相談所病院看護部教育担当婦長、香川県立医療短期大学看護学科教授、香川大学医学部教授、東海大学健康科学部教授、静岡県立大学看護学部教授、静岡県立大学大学院看護学研究科研究科長などを歴任した。

## 来歴

### 生い立ち
高松赤十字高等看護学院に進学し、看護学科にて学んだ。1972年3月、高松赤十字高等看護学院を卒業した。同年より、財団法人である天理よろづ相談所が設置・運営する天理よろづ相談所病院に、看護婦として勤務した。しかし、向学心絶ちがたく、ハワイ大学マノア校に進み、看護学部にて学んだ。1987年5月、ハワイ大学を卒業した。それにともない、看護学士の称号が授与された。さらに、ジョンズ・ホプキンス大学の大学院に進み、看護学研究科にて学んだ。1994年7月、ジョンズ・ホプキンス大学の大学院を修了した。それにともない、看護学修士の学位が授与された。同年、天理よろづ相談所病院の看護部にて、教育担当婦長に就任した。その後、東京大学の大学院に進み、医学系研究科の看護学専攻にて学んだ。2001年3月、東京大学大学院の博士後期課程を修了した。それにともない、博士（保健学）の学位が授与された。学位論文の題は「壮年期女性職業従事者への個人別対応による速歩運動とその客観的・主観的指標に及ぼす影響に関する介入研究」。

### 研究者として
2001年より香川県立医療短期大学に奉職することとなり、看護学科にて教授に就任した。翌年には香川大学にて、医学部の教授に就任した。医学部においては、主として看護学科の講義を担当した。2006年、東海大学にて、健康科学部の教授に就任した。健康科学部においては、主として看護学科の講義を担当した。2007年、静岡県立大学に転じ、看護学部の教授に就任した。看護学部においては、主として看護学科の講義を担当した。また、静岡県立大学の大学院において、看護学研究科の教授を兼務することとなった。看護学研究科においては、主として看護学専攻の講義を担当した。さらに、看護学研究科の研究科長にも就任するなど、要職を歴任した。そのほか、他の医療機関の役職も兼任しており、地方独立行政法人である静岡県立病院機構では臨床研究倫理委員会の外部委員を務め、静岡県立静岡がんセンターでは認定看護師養成課程の外部教育委員を務めた。2016年3月31日、静岡県立大学の看護学部と大学院看護学研究科の教授を退任した。

## 研究
専門は看護学であり、特に臨床看護学、成人老年看護学、循環器看護学といった分野を中心に研究している。具体的には、循環器系の健康問題やケアについて研究したり、周術期における対象理解、あるいは、介入についての研究したりしている。また、成人や高齢者における、活動、休息、睡眠についての研究にも取り組んでいる。加えて、デザイン思考に基づいて、ケアの創出やものの開発、評価にも取り組んでいる。
学術団体としては、日本看護科学学会、日本看護研究会、日本地域看護学会、日本公衆衛生学会、日本循環器看護学会、日本人間工学会、日本慢性看護学会、シグマシータタウ国際名誉看護学会などに所属した。日本循環器看護学会と日本慢性看護学会ではそれぞれ査読委員を務め、シグマシータタウ国際名誉看護学会においても学会査読委員を務めた。

## 略歴
- 1972年 - 高松赤十字高等看護学院看護学科卒業。
- 1972年 - 天理よろづ相談所病院看護婦。
- 1987年 - ハワイ大学マノア校看護学部卒業。
- 1994年 - ジョンズ・ホプキンス大学大学院看護学研究科修了。
- 1994年 - 天理よろづ相談所病院看護部教育担当婦長。
- 2001年 - 東京大学大学院医学系研究科博士後期課程修了。
- 2001年 - 香川県立医療短期大学看護学科教授。
- 2002年 - 香川大学医学部教授。
- 2006年 - 東海大学健康科学部教授。
- 2007年 - 静岡県立大学看護学部教授。
- 2007年 - 静岡県立大学大学院看護学研究科教授。

## 著作

### 論文
- 細原正子ほか稿「消化吸収障害患者への看護支援に関する基礎的研究（第1報）――同世代間交流活動に参加する老年期への過渡期にある地域生活者の実態」『香川県立医療短期大学紀要』4巻、香川県立医療短期大学、2002年、65-72頁。ISSN 1345-5257
- 細原正子ほか稿「同世代間交流活動に参加する地域生活者の安静時エネルギー代謝――定期的運動習慣との関連」『日本看護研究学会雑誌』26巻3号、日本看護研究学会、2003年6月24日、112頁。ISSN 0285-9262
- 星野礼子・大森美津子・古川文子稿「終末期患者を受け持った学生のストレス・コーピング」『日本看護研究学会雑誌』26巻3号、日本看護研究学会、2003年6月24日、151頁。ISSN 0285-9262
- 大浦まり子ほか稿「地域生活着の安静時エネルギー消費量における年齢別比較の検討――胃切除術後患者の栄養管理支援のための比較群として」『日本看護研究学会雑誌』26巻3号、日本看護研究学会、2003年6月24日、345頁。ISSN 0285-9262
- 星野礼子・大森美津子・古川文子稿「終末期患者を受け持った学生のストレス・コーピング」『香川県立保健医療大学紀要』1巻、香川県立保健医療大学、2004年、63-73頁。ISSN 1349-5720
- 細原正子ほか稿「胃切除術を受ける患者の栄養摂取支援に関する基礎的研究――手術前の栄養・身体指標および健康関連QOLの視点から」『香川県立保健医療大学紀要』1巻、香川県立保健医療大学、2004年、75-80頁。ISSN 1349-5720
- 高嶋伸子ほか稿「保健事業に参加する中高年女性の歩行を中心とした身体活動量の実態と運動支援の効果」『地域環境保健福祉研究』9巻1号、香川環境保健福祉学会事務局、2006年、7-12頁。ISSN 1343-9286
- 上田恵美子・古川文子・小林敏生稿「スタッフナースの健康関連QOLに職業性ストレス要因、緩衝要因、個人要因が及ぼす影響」『日本看護研究学会雑誌』29巻5号、日本看護研究学会、2006年12月20日、39-47頁。ISSN 0285-9262
- 金正貴美ほか稿「筋萎縮性側索硬化症患者の慢性的不確かさ尺度の検討――開発の初期の段階」『香川大学看護学雑誌』11巻1号、香川大学、2007年3月、1-8頁。ISSN 1349-8673
- 加根千賀子・古川文子稿「急性期における脳血管障害患者の病気体験に関する認識」『JNI』6巻1号、徳島大学医学部、2007年5月、2-10頁。ISSN 1348-3722